# Ivan Zaytsev (athlétisme)
Pour les articles homonymes, voir Ivan Zaytsev.
Ivan Zaytsev (né le 11 novembre 1988 à Tachkent) est un athlète ouzbek, spécialiste du lancer de javelot.

## Biographie
Son record est de 85,03 m, réalisé à Joukovski en juin 2012. Il remporte le titre de Champion d'Asie en juillet 2013 à Pune.
Le 13 juin 2016, il atteint 83,03 m à Douchanbé, ce qui représente le minima pour les Jeux olympiques de Rio.

## Palmarès
| Date | Compétition                     | Lieu    | Résultat | Marque  |
| ---- | ------------------------------- | ------- | -------- | ------- |
| 2011 | Championnats d'Asie             | Kōbe    | 3e       | 79,22 m |
| 2013 | Championnats d'Asie             | Pune    | 1er      | 79,76 m |
| 2013 | Championnats du monde           | Moscou  | 11e      | 78,33 m |
| 2014 | Jeux asiatiques                 | Incheon | 3e       | 83,68 m |
| 2017 | Jeux de la solidarité islamique | Bakou   | 2e       | 78,66 m |

## Records
| Épreuve           | Performance | Lieu      | Date         |
| ----------------- | ----------- | --------- | ------------ |
| Lancer du javelot | 85,03 m     | Joukovski | 17 juin 2012 |